# Штромбергс, Марис
Марис Штромбергс (латыш. Māris Štrombergs, род. 10 марта 1987 года) — латвийский велогонщик, двукратный олимпийский чемпион в дисциплине BMX (2008, 2012).

## Биография
Марис Штромбергс родился 10 марта 1987 года в Валмиере. Первым тренером Мариса был Раймондс Чесникс, которого затем сменил на этом посту Иво Лакуч. Штромбергс считает, что последний помог ему поверить в свои силы и изменил отношение ко многим вещам.
Штромбергс женился на филиппинке Наташе Пауло в ноябре 2016 года, спустя год после того, как сделал ей предложение. Летом 2018 года Марис стал отцом: родился сын, которого назвали Рио Джеймс.

## Карьера
Марис Штромбергс в мае в Германии стал чемпионом Европы в 2008 году, а спустя некоторое время выиграл золото чемпионата мира. Однако главное достижение было ещё впереди, в августе он стал олимпийским чемпионом в велосипедном мотокроссе в Пекине. Марис Штромбергс стал первым олимпийским чемпионом в истории велогонок класса ВМХ и вторым олимпийским чемпионом в истории Латвии после восстановления независимости после гимнаста Игоря Вихрова. Кроме Мариса, ни одному латвийскому спортсмену не удавалось завоевать все эти титулы в одном сезоне. По версии журнала «Sporta Avīze» в 2008 году Марис стал самым популярным спортсменом в Латвии.
Штромбергс провёл постолимпийский сезон в США, где в течение 11 месяцев выступал в велосипедном марафоне, проведённом Американской ассоциацией велоспорта. Он выступал на чемпионате мира, но защитить титул не смог, став четвёртым. Он выиграл престижную гонку в США, а в финале Штромбергс стал третьим. В 2009 году получил приз «Nora Cup» — эта награда в велосипедном мотокроссе значит приблизительно то же, что «Оскар» в киноиндустрии.
В 2010 году Штромбергс вновь выиграл чемпионат мира. Он второй год подряд получил приз «Nora Cup», а затем во Франции выиграл Кубок мира по суперкроссу.
В 2011 году Штромбергс получил травму, восстановившись к лету. В июле он принял участие в гонке в Солт-Лейк-Сити, заняв третье место. Спустя несколько недель он участвовал в чемпионате мира, где занял восьмое место в дебютной на чемпионатах индивидуальной гонке, а затем, в привычной элитной, занял второе место.
Спустя год он вновь участвовал в чемпионате мира, став четвёртым в индивидуальной гонке. В финале элитной гонке его дисквалифицировали.
В 2012 году на Олимпийских играх в Лондоне стал двукратным олимпийским чемпионом.
На Олимпийских играх 2016 года, где Марис был знаменосцем сборной Латвии на церемонии открытия, не сумел пробиться в полуфинал.
В ноябре 2018 года объявил о завершении карьеры.
Нелегко прощаться с тем, чем занимался с пяти лет. Но отцовство все же главнее. Благодарен спорту за все, что он дал мне. Я ни о чем не жалею и с нетерпением жду следующей главы в моей жизни.Марис Штромбергс